# دانمارک در مسابقه آواز یوروویژن
دانمارک تاکنون ۴۸ بار در مسابقه آواز یوروویژن شرکت کرده‌است که اولین بارش در سال مسابقه آواز یوروویژن ۱۹۵۷ بود و به مدت ده سال مرتباً شرکت کرد اما بین سال‌های ۱۹۶۷ تا ۱۹۷۷ غایب بود و از سال ۱۹۷۸ تاکنون فقط یک دوره غایب بوده‌است. دانمارک تاکنون سه بار برنده یوروویژن شده‌است. سال‌های ۱۹۶۳، ۲۰۰۰، و ۲۰۱۳.

## خلاصه
راهنما
| سال                                       | هنرمند                           | زبان                                    | عنوان                              | فینال               | امتیاز              | نیمه‌نهایی                   | امتیاز                      |
| ----------------------------------------- | -------------------------------- | --------------------------------------- | ---------------------------------- | ------------------- | ------------------- | --------------------------- | --------------------------- |
| مسابقه آواز یوروویژن ۱۹۵۷                 | Birthe Wilke and Gustav Winckler | دانمارکی                                | "Skibet skal sejle i nat"          | ۳                   | ۱۰                  | بدون نیمه‌نهایی              | بدون نیمه‌نهایی              |
| مسابقه آواز یوروویژن ۱۹۵۸                 | Raquel Rastenni                  | دانمارکی                                | "Jeg rev et blad ud af min dagbog" | ۸                   | ۳                   | بدون نیمه‌نهایی              | بدون نیمه‌نهایی              |
| مسابقه آواز یوروویژن ۱۹۵۹                 | Birthe Wilke                     | دانمارکی                                | "Uh, jeg ville ønske jeg var dig"  | ۵                   | ۱۲                  | بدون نیمه‌نهایی              | بدون نیمه‌نهایی              |
| مسابقه آواز یوروویژن ۱۹۶۰                 | Katy Bødtger                     | دانمارکی                                | "Det var en yndig tid"             | ۱۰                  | ۴                   | بدون نیمه‌نهایی              | بدون نیمه‌نهایی              |
| مسابقه آواز یوروویژن ۱۹۶۱                 | Dario Campeotto                  | دانمارکی                                | "Angelique"                        | ۵                   | ۱۲                  | بدون نیمه‌نهایی              | بدون نیمه‌نهایی              |
| مسابقه آواز یوروویژن ۱۹۶۲                 | Ellen Winther                    | دانمارکی                                | "Vuggevise"                        | ۱۰                  | ۲                   | بدون نیمه‌نهایی              | بدون نیمه‌نهایی              |
| مسابقه آواز یوروویژن ۱۹۶۳                 | گرث اینگمن and یورگن اینگمن      | دانمارکی                                | "Dansevise"                        | ۱                   | ۴۲                  | بدون نیمه‌نهایی              | بدون نیمه‌نهایی              |
| مسابقه آواز یوروویژن ۱۹۶۴                 | Bjørn Tidmand                    | دانمارکی                                | "Sangen om dig"                    | ۹                   | ۴                   | بدون نیمه‌نهایی              | بدون نیمه‌نهایی              |
| مسابقه آواز یوروویژن ۱۹۶۵                 | Birgit Brüel                     | دانمارکی                                | "For din skyld"                    | ۷                   | ۱۰                  | بدون نیمه‌نهایی              | بدون نیمه‌نهایی              |
| مسابقه آواز یوروویژن ۱۹۶۶                 | Ulla Pia                         | دانمارکی                                | "Stop - mens legen er go'"         | ۱۴                  | ۴                   | بدون نیمه‌نهایی              | بدون نیمه‌نهایی              |
| Did not participate between 1967 and 1977 |                                  |                                         |                                    |                     |                     | بدون نیمه‌نهایی              | بدون نیمه‌نهایی              |
| مسابقه آواز یوروویژن ۱۹۷۸                 | Mabel                            | دانمارکی                                | "Boom Boom"                        | ۱۶                  | ۱۳                  | بدون نیمه‌نهایی              | بدون نیمه‌نهایی              |
| مسابقه آواز یوروویژن ۱۹۷۹                 | تامی سیباچ                       | دانمارکی                                | "Disco Tango"                      | ۶                   | ۷۶                  | بدون نیمه‌نهایی              | بدون نیمه‌نهایی              |
| مسابقه آواز یوروویژن ۱۹۸۰                 | Bamses Venner                    | دانمارکی                                | "Tænker altid på dig"              | ۱۴                  | ۲۵                  | بدون نیمه‌نهایی              | بدون نیمه‌نهایی              |
| مسابقه آواز یوروویژن ۱۹۸۱                 | تامی سیباچ & Debbie Cameron      | دانمارکی                                | "Krøller eller ej"                 | ۱۱                  | ۴۱                  | بدون نیمه‌نهایی              | بدون نیمه‌نهایی              |
| مسابقه آواز یوروویژن ۱۹۸۲                 | Brixx                            | دانمارکی                                | "Video, Video"                     | ۱۷                  | ۵                   | بدون نیمه‌نهایی              | بدون نیمه‌نهایی              |
| مسابقه آواز یوروویژن ۱۹۸۳                 | Gry Johansen                     | دانمارکی                                | "Kloden drejer"                    | ۱۷                  | ۱۶                  | بدون نیمه‌نهایی              | بدون نیمه‌نهایی              |
| مسابقه آواز یوروویژن ۱۹۸۴                 | Hot Eyes                         | دانمارکی                                | "Det' lige det"                    | ۴                   | ۱۰۱                 | بدون نیمه‌نهایی              | بدون نیمه‌نهایی              |
| مسابقه آواز یوروویژن ۱۹۸۵                 | Hot Eyes                         | دانمارکی                                | "Sku' du spørg' fra no'en?"        | ۱۱                  | ۴۱                  | بدون نیمه‌نهایی              | بدون نیمه‌نهایی              |
| مسابقه آواز یوروویژن ۱۹۸۶                 | لیزه هاویک                       | دانمارکی                                | "Du er fuld af løgn"               | ۶                   | ۷۷                  | بدون نیمه‌نهایی              | بدون نیمه‌نهایی              |
| مسابقه آواز یوروویژن ۱۹۸۷                 | Anne-Cathrine Herdorf            | دانمارکی                                | "En lille melodi"                  | ۵                   | ۸۳                  | بدون نیمه‌نهایی              | بدون نیمه‌نهایی              |
| مسابقه آواز یوروویژن ۱۹۸۸                 | Hot Eyes                         | دانمارکی                                | "Ka' du se hva' jeg sa'?"          | ۳                   | ۹۲                  | بدون نیمه‌نهایی              | بدون نیمه‌نهایی              |
| مسابقه آواز یوروویژن ۱۹۸۹                 | بریته کیار                       | دانمارکی                                | "Vi maler byen rød"                | ۳                   | ۱۱۱                 | بدون نیمه‌نهایی              | بدون نیمه‌نهایی              |
| مسابقه آواز یوروویژن ۱۹۹۰                 | Lonnie Devantier                 | دانمارکی                                | "Hallo Hallo"                      | ۸                   | ۶۴                  | بدون نیمه‌نهایی              | بدون نیمه‌نهایی              |
| مسابقه آواز یوروویژن ۱۹۹۱                 | Anders Frandsen                  | دانمارکی                                | "Lige der hvor hjertet slår"       | ۱۹                  | ۸                   | بدون نیمه‌نهایی              | بدون نیمه‌نهایی              |
| مسابقه آواز یوروویژن ۱۹۹۲                 | Lotte Feder & Kenny Lübcke       | دانمارکی                                | "Alt det som ingen ser"            | ۱۲                  | ۴۷                  | بدون نیمه‌نهایی              | بدون نیمه‌نهایی              |
| مسابقه آواز یوروویژن ۱۹۹۳                 | تامی سیباچ                       | دانمارکی                                | "Under stjernerne på himlen"       | ۲۲                  | ۹                   | Kvalifikacija za Millstreet | Kvalifikacija za Millstreet |
| مسابقه آواز یوروویژن ۱۹۹۴                 | Did not participate              | Did not participate                     | Did not participate                | Did not participate | Did not participate | No semi-finals              | No semi-finals              |
| مسابقه آواز یوروویژن ۱۹۹۵                 | Aud Wilken                       | دانمارکی                                | "Fra Mols til Skagen"              | ۵                   | ۹۲                  | No semi-finals              | No semi-finals              |
| مسابقه آواز یوروویژن ۱۹۹۶a                | Martin Loft & Dorte Andersen     | دانمارکی                                | "Kun med dig"                      | Failed to qualify   | Failed to qualify   | ۲۵                          | ۲۲                          |
| مسابقه آواز یوروویژن ۱۹۹۷                 | Kølig Kaj                        | دانمارکی                                | "Stemmen i mit liv"                | ۱۶                  | ۲۵                  | No semi-finals              | No semi-finals              |
| مسابقه آواز یوروویژن ۱۹۹۸                 | Did not participate              | Did not participate                     | Did not participate                | Did not participate | Did not participate | No semi-finals              | No semi-finals              |
| مسابقه آواز یوروویژن ۱۹۹۹                 | Michael Teschl & Trine Jepsen    | زبان انگلیسی                            | "This Time I Mean It"              | ۸                   | ۷۱                  | No semi-finals              | No semi-finals              |
| مسابقه آواز یوروویژن ۲۰۰۰                 | اولسن برادرز                     | انگلیسی                                 | "Fly on the Wings of Love"         | ۱                   | ۱۹۵                 | No semi-finals              | No semi-finals              |
| مسابقه آواز یوروویژن ۲۰۰۱                 | Rollo & King                     | انگلیسی                                 | "Never Ever Let You Go"            | ۲                   | ۱۷۷                 | No semi-finals              | No semi-finals              |
| مسابقه آواز یوروویژن ۲۰۰۲                 | مالینه مورتنسن                   | انگلیسی                                 | "Tell Me Who You Are"              | ۲۴                  | ۷                   | No semi-finals              | No semi-finals              |
| مسابقه آواز یوروویژن ۲۰۰۳                 | Did not participate              | Did not participate                     | Did not participate                | Did not participate | Did not participate | No semi-finals              | No semi-finals              |
| مسابقه آواز یوروویژن ۲۰۰۴                 | Tomas Thordarson                 | انگلیسی                                 | "Shame on You"                     | Failed to qualify   | Failed to qualify   | ۱۳                          | ۵۶                          |
| مسابقه آواز یوروویژن ۲۰۰۵                 | Jakob Sveistrup                  | انگلیسی                                 | "Talking to You"                   | ۹                   | ۱۲۵                 | ۳                           | ۱۸۵                         |
| مسابقه آواز یوروویژن ۲۰۰۶                 | Sidsel Ben Semmane               | انگلیسی                                 | "Twist of Love"                    | ۱۸                  | ۲۶                  | Top 11 Previous Year        | Top 11 Previous Year        |
| مسابقه آواز یوروویژن ۲۰۰۷                 | دی کیو (خواننده)                 | انگلیسی                                 | "Drama Queen"                      | Failed to qualify   | Failed to qualify   | ۱۹                          | ۴۵                          |
| مسابقه آواز یوروویژن ۲۰۰۸                 | سیمون متئو                       | انگلیسی                                 | "All Night Long"                   | ۱۵                  | ۶۰                  | ۳                           | ۱۱۲                         |
| مسابقه آواز یوروویژن ۲۰۰۹                 | نیلز برینک                       | انگلیسی                                 | "Believe Again"                    | ۱۳                  | ۷۴                  | ۸                           | ۶۹                          |
| مسابقه آواز یوروویژن ۲۰۱۰                 | کریستینا چانه & توماس اناورگرین  | انگلیسی                                 | "In a Moment Like This"            | ۴                   | ۱۴۹                 | ۵                           | ۱۰۱                         |
| مسابقه آواز یوروویژن ۲۰۱۱                 | فرند این لندن                    | انگلیسی                                 | "New Tomorrow"                     | ۵                   | ۱۳۴                 | ۲                           | ۱۳۵                         |
| مسابقه آواز یوروویژن ۲۰۱۲                 | سولونا سامی                      | انگلیسی                                 | "Should've Known Better"           | ۲۳                  | ۲۱                  | ۹                           | ۶۳                          |
| مسابقه آواز یوروویژن ۲۰۱۳                 | امیلی دو فورست                   | انگلیسی                                 | "فقط قطره‌های اشک"                  | ۱                   | ۲۸۱                 | ۱                           | ۱۶۷                         |
| مسابقه آواز یوروویژن ۲۰۱۴                 | بسیم (خواننده)                   | انگلیسی                                 | "Cliché Love Song"                 | ۹                   | ۷۴                  | Host country                | Host country                |
| مسابقه آواز یوروویژن ۲۰۱۵                 | آنتی سوشیال مدیا                 | انگلیسی                                 | "The Way You Are"                  | Failed to qualify   | Failed to qualify   | ۱۳                          | ۳۳                          |
| مسابقه آواز یوروویژن ۲۰۱۶                 | لایتهاوس ایکس                    | انگلیسی                                 | "Soldiers of Love"                 | Failed to qualify   | Failed to qualify   | ۱۷                          | ۳۴                          |
| مسابقه آواز یوروویژن ۲۰۱۷                 | آنیا نیسن                        | انگلیسی                                 | "Where I Am"                       | ۲۰                  | ۷۷                  | ۱۰                          | ۱۰۱                         |
| مسابقه آواز یوروویژن ۲۰۱۸                 | راسموسن                          | انگلیسی                                 | "Higher Ground"                    | ۹                   | ۲۲۶                 | ۵                           | ۲۰۴                         |
| مسابقه آواز یوروویژن ۲۰۱۹                 | لئونورا                          | انگلیسی، زبان فرانسوی، آلمانی، دانمارکی | "Love Is Forever"                  | ۱۲                  | ۱۲۰                 | ۱۰                          | ۹۴                          |
| مسابقه آواز یوروویژن ۲۰۲۰                 |                                  |                                         |                                    |                     |                     |                             |                             |